# Anoplolepis melanaria
Anoplolepis melanaria är en myrart som först beskrevs av Arnold 1922.  Anoplolepis melanaria ingår i släktet Anoplolepis och familjen myror.

## Underarter
Arten delas in i följande underarter:
- A. m. melanaria
- A. m. ochraceotincta